# Naučná stezka Krátká
Naučná stezka Krátká je naučná stezka, která turisty provází vesnickou památkovou rezervací Krátká, která je částí městyse Sněžné. Její celková délka je necelý 1 km a na trase se nachází 15 zastavení. Jednotlivé zastavení ovšem nejsou značena. Otevřena byla 24. května 2008.

## Zastavení
- Požární zbrojnice
- Pazderna
- Tradiční stavební postupy
- Květnatá louka
- Tradiční sad
- Sklep
- Stodola
- Kaplička
- Zemědělská usedlost, solitérní stromy
- Stavení venkovského řemeslníka, předzahrádka
- Vznik obce, pečeť
- Dvůr, malorolnické hospodaření
- Tradiční vytápění, uspořádání topenišť
- Vodní plocha
- Haltýř